# Fan Album (album)
Albums de Eddy Mitchell
Le Cimetière des éléphants
(1981) Racines
(1984)
Fan Album est le vingt-troisième album studio d'Eddy Mitchell, sorti en 1984 sur le label Polydor. Il compile des titres non retenus pour d'autres albums, des morceaux enregistrés spécialement pour la télé, des faces B de 45 tours, ainsi que la BO du film Une semaine de vacances réalisé par Bertrand Tavernier.

## Liste des titres
| No  | Titre                                                                                          | Durée |
| --- | ---------------------------------------------------------------------------------------------- | ----- |
| 1.  | La Fille du nord (reprise de la chanson d'Hugues Aufray, elle-même adaptée de Bob Dylan, 1978) | 3:38  |
| 2.  | La Leçon de Rock and Roll (chanson écrite par Michel Berger)                                   | 3:07  |
| 3.  | Noël blanc (1981)                                                                              | 2:42  |
| 4.  | Love Me Tender (1981)                                                                          | 1:41  |
| 5.  | Le public aime ça (1978)                                                                       | 2:44  |
| 6.  | C'est OK (1976)                                                                                | 3:12  |
| 7.  | Les Grands Moments (1980)                                                                      | 3:04  |
| 8.  | Rien qu'un numéro (BO Une semaine de vacances, 1980)                                           | 4:10  |
| 9.  | Une semaine ailleurs (BO Une semaine de vacances, 1980)                                        | 1:47  |
| 10. | Qui se souvient de Boney Moronie (1977)                                                        | 3:39  |
| 11. | Français Made in USA (1979)                                                                    | 2:53  |

### Titres bonus (réédition CD)
Ces titres étaient uniquement disponibles en 45 tours à l'époque.
| No  | Titre                                                 | Durée |
| --- | ----------------------------------------------------- | ----- |
| 12. | L'amour est vraiment fort (1983)                      | 3:41  |
| 13. | Qu'est-ce qu'on va faire quand on sera grand ? (1983) | 3:36  |